# RIAS-Sender Hof
Der RIAS-Sender Hof war neben dem Sender Britz die zweitwichtigste Sendestelle des einstigen Berliner Rundfunksenders RIAS 1.

## Geschichte
Der RIAS-Sender Hof befand sich auf dem Areal eines Kasernengeländes am westlichen Stadtrand von Hof, im bayerischen Oberfranken. Rechtsgrundlage für seinen Betrieb war, wie beim VoA-/RFE-Sender Ismaning, das Abkommen zwischen der Bundesrepublik Deutschland und den USA über den Betrieb gewisser Rundfunkanlagen innerhalb der Bundesrepublik vom 11. Juni 1952. Sein Standort war nur etwa sechs Kilometer von der Grenze zur DDR entfernt. Er wurde 1948 zur Versorgung des Südens der DDR in Betrieb genommen und verwendete als Sendeantenne ursprünglich zwei gegen Erde isolierte, selbststrahlende Masten von je 50 Meter Höhe. 1952 wurden diese durch zwei Masten von je 100 Meter Höhe, die bis 1949 in Berlin-Britz gestanden hatten, ersetzt. Als Sender diente zunächst der ehemalige mobile Soldatensender „Gustav“, dessen HF-Ausgangsleistung auf 40 kW gesteigert wurde. Er wurde 1950 durch einen stationären 40-kW-Telefunken-Sender ersetzt. Im September 1989 wurde in Hof ein volltransistorisierter 50-kW-Sender von Nautel installiert.
Die Programmzuspielung erfolgte von Berlin über ein sogenanntes Beutekabel durch die DDR. Hierbei kam es im Spätherbst 1978 zu einer peinlichen Panne, als das RIAS-Programm versehentlich auf Rundfunksender in der DDR gelegt wurde und über diese ausgestrahlt wurde. Der RIAS-Mittelwellensender Hof durfte wegen der Auflagen des Genfer Wellenplans nur tagsüber senden. Als Sendefrequenz wurde zunächst 629 kHz, ab März 1950 dann 719 kHz und ab April 1950 schließlich 683 kHz genutzt. Ab den 1970er Jahren sendete Hof tagsüber auf 854 kHz und nachts auf 683 kHz, während in Berlin-Britz tagsüber auf 683 kHz und nachts auf 854 kHz RIAS-2 ausgestrahlt wurde. Mit Inkrafttreten des 2. Genfer Wellenplans am 23. November 1978 wurde über 684 kHz gesendet. Von diesem Tage an wurden die Störsender der DDR gegen die RIAS-Frequenz abgeschaltet.
Im Unterschied zu Berlin-Britz gab es unmittelbar in Hof keinen UKW-Sender. Allerdings existierte seit 1964 eine UKW-Sendestelle zur Verbreitung des RIAS-Programms auf dem 25 km südlich entfernten Großen Waldstein, zu der das RIAS-Programm über einen 60-Meter-Mast per Richtfunk zugespielt wurde. Übertragen wurde das Programm RIAS 2 auf 91,2 MHz mit einer Sendeleistung von 20 kW.
Nach der deutschen Wiedervereinigung wurde der RIAS 1993 aufgelöst. Die Sendeanlage des RIAS in Hof wurde am 31. Dezember 1993 stillgelegt. Die simultane Sprengung der beiden Sendemasten erfolgte am 19. Oktober 1994 um 14 Uhr. Der Sender wurde nach Mühlacker (Sender Mühlacker) transportiert und dort wieder aufgebaut. Er sollte zur Verbreitung des Programms von Deutschlandradio auf 684 kHz im Tagbetrieb dienen. Allerdings konnte dies aus Gründen der elektromagnetischen Umweltverträglichkeit nicht realisiert werden.